# Bąków (Basses-Carpates)
Pour les articles homonymes, voir Bąków.
Bąków est une localité polonaise de la gmina de Pysznica, située dans le powiat de Stalowa Wola en voïvodie des Basses-Carpates.